# Stockland Bristol
Stockland Bristol est une paroisse civile et un village du Somerset, en Angleterre.